# Gigant 400

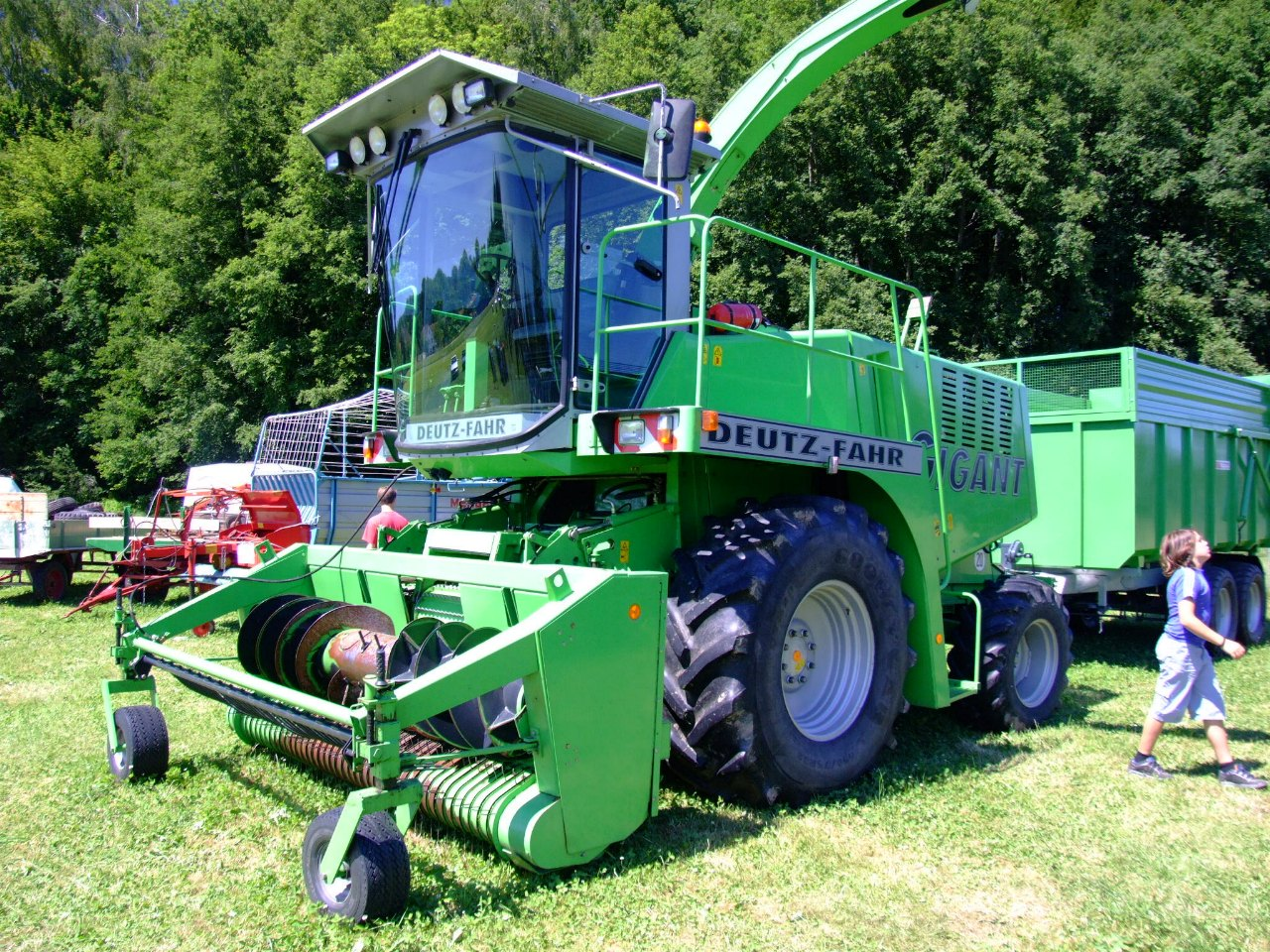
Gigant 400 équipée herbe

La Gigant 400 est une ensileuse automotrice de 400 chevaux développée par Deutz-Fahr. Fabriquée à l'usine Deutz-Fahr de Lauingen en Bavière à partir de 1996. Le succès de la machine n'étant pas au rendez-vous, elle fut retirée du marché.
Il n'existe encore que quelques machines en service. Certaines ont été modifiées pour des applications spéciales telles que le hachage du bois ou encore la fauche de Miscanthus.

## Caractéristiques

### Motorisation
La Gigant 400 était dotée d'un moteur V6 Deutz BF6M1015C de 11,9 litres de cylindrée développant 408 ch. Disposé transversalement à l'arrière de la machine, l'entrainement principal des organes de la machine était assuré par deux courroies à six gorges directement reliées du moteur au tambour.

### Transmission
L'ensileuse avait une boîte à quatre vitesses mécaniques non synchronisées :
- 0 à 6 km/h
- 0 à 9 km/h
- 0 à 15 km/h
- 0 à 20 km/h

La boîte était entraînée via une transmission hydrostatique, le pont arrière étant entrainé mécaniquement depuis la boîte (si équipé d'une traction intégrale).

### Têtes de récolte
La machine pouvait être équipée d'un ramasseur à herbe de 3 m, d'un bec à chaîne quatre ou six rangs (MG 400 et MG 600), d'une barre de fauche de 4,20 m ou d'un bec à tambour Kemper de six rangs. Certaines machines ont été transformées pour recevoir d'autres équipements frontaux.

### Alimentation
Le bloc d'alimentation était traditionnel, composé de quatre rouleaux de pré-compression dont la vitesse pouvait être réglée en continu grâce à une commande en cabine. Deutz-Fahr fut le premier constructeur à proposer cette technique. De nos jours, ce type d'équipement s'est généralisé sur les ensileuses automotrices des concurrents.

### Rotor hacheur
Composé de 14 couteaux hélicoïdaux et tournant à 1 000 tr/min, il était pourvu d'un système d'affûtage à commande hydraulique garantissant des lames toujours bien tranchantes. La largeur du canal était de 600 mm et le diamètre du tambour de 800 mm. L'ensemble du bloc hacheur (alimentation + rotor) restait fixe par rapport à la machine, la tête de récolte étant fixée sur un cadre permettant son levage devant les rouleaux d'alimentation.

### Rouleaux éclateurs
Baptisé uni-cracker, ceux-ci étaient d'une forme particulière à 24 molettes (12 par rouleaux) venant s'imbriquer les unes dans les autres. L'écartement pouvait être ajusté de 1 à 18 mm. L'ensemble tournait à une vitesse de 4 400 tr/min et pouvait être facilement remplacé par un canal lisse permettant l'ensilage de l'herbe.

### Accélérateur de flux
Contrairement aux machines conventionnelles, la Gigant avait comme principale caractéristique d'être dépourvue d'accélérateur de flux.

### Cabine
Les premières Gigant 400 étaient équipées de cabine Deut-Fahr Commander Cab I, les versions suivantes ont hérité d'une Commander Cab II.

## Autres versions

### Gigant 500
Une version destinée à remplacer la Gigant 400 était prévue par le constructeur. C'était une machine de 500 chevaux nommée Gigant 500, malheureusement le projet fut interrompu avant même qu'un prototype ne voie le jour.

### Version pour les pays de l'Est
Pour les pays de l'Est, la Gigant 400 fut également produite sous la dénomination Maral 300 à la suite d'accords commerciaux passés avec Kirovet.

## Modélisme
Certaines personnes ont reproduit la machine en miniature au 1/32e. 

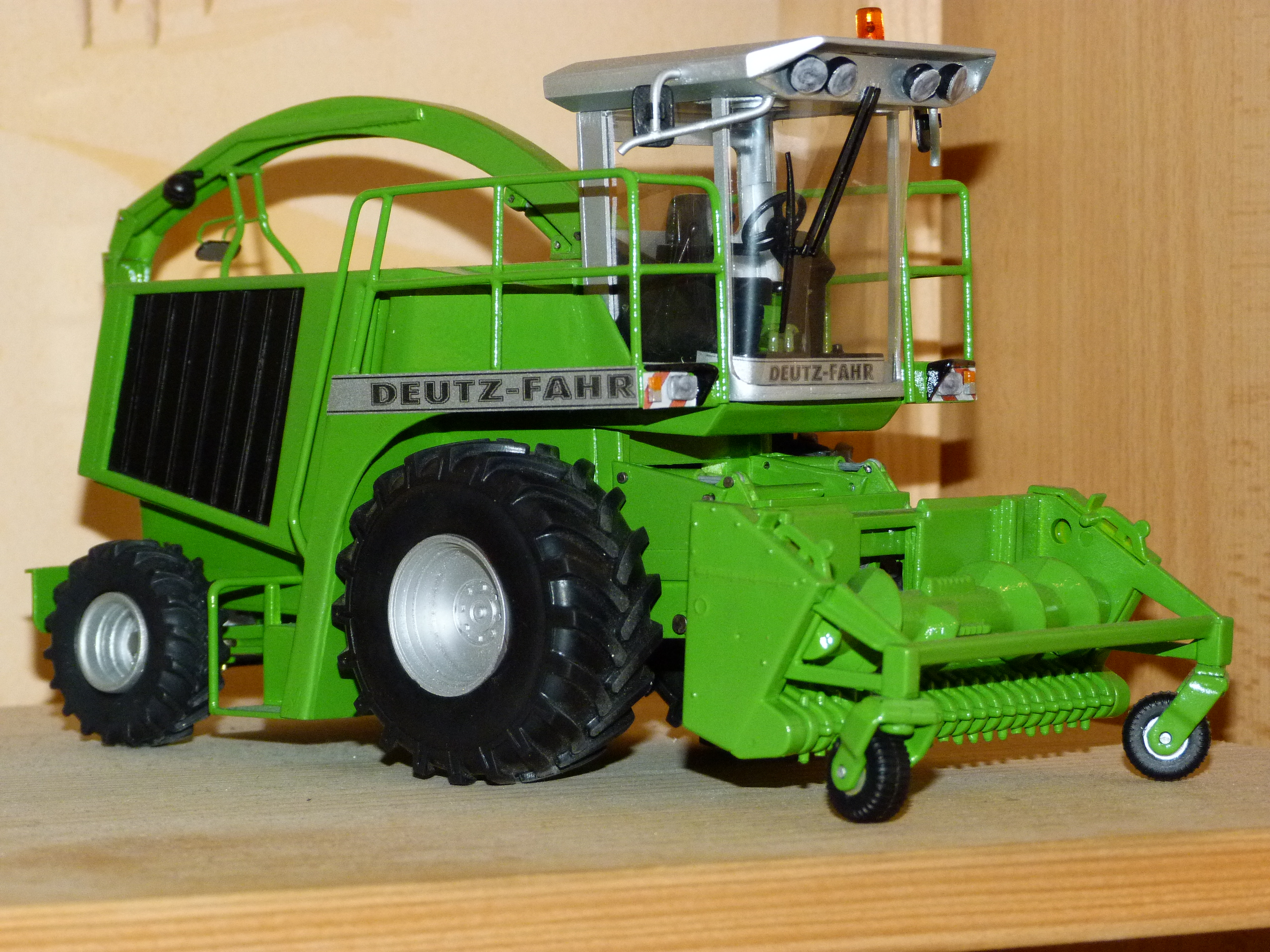
Gigant 400 au 1/32e
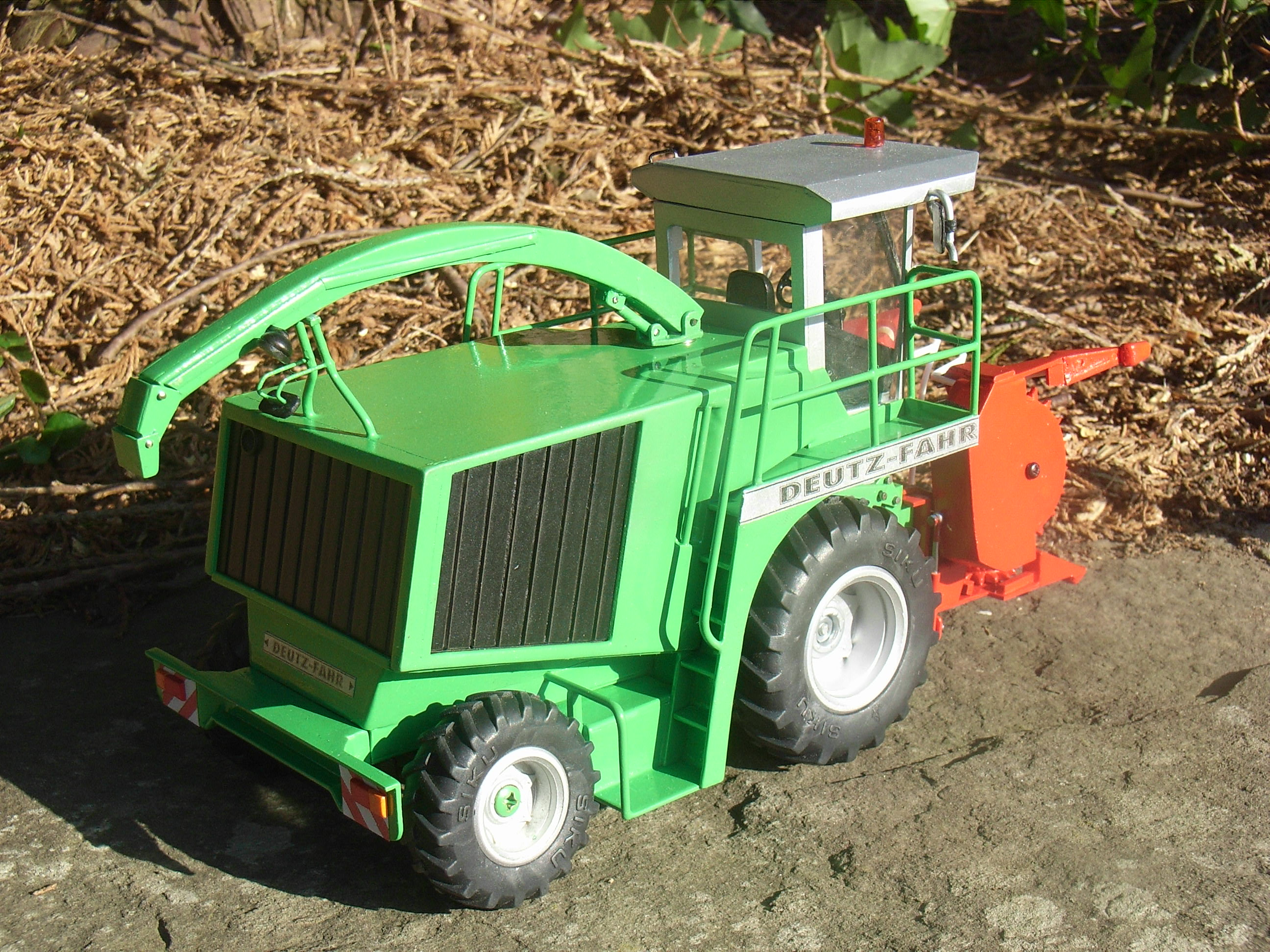
Gigant 400 au 1/32e
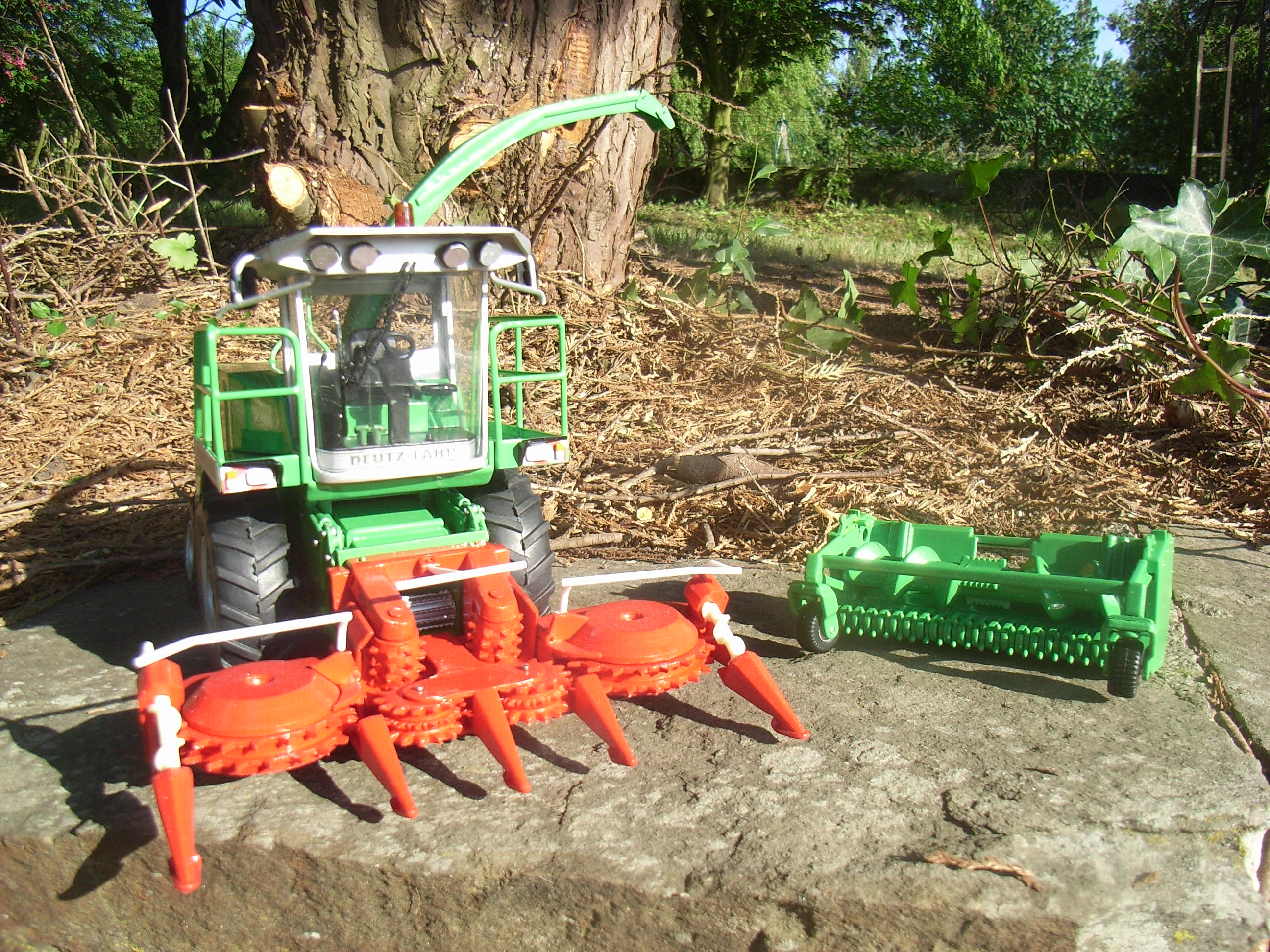
Gigant 400 au 1/32e